# Tamori
Tamori (タモリ?), seudónimo de Kazuyoshi Morita (森田 一義?) (Fukuoka, 22 de agosto de 1945) es un humorista y presentador de televisión japonés. Está considerado uno de los tres comediantes más populares de la televisión japonesa del siglo XX, junto con Takeshi Kitano (Beat Takeshi) y Sanma Akashiya.

## Biografía
Kazuyoshi Morita nació en Fukuoka el 22 de agosto de 1945, una semana después de la rendición japonesa en la Segunda Guerra Mundial. Aunque estudió en la prestigiosa Universidad de Waseda, regresó a Fukuoka sin graduarse y compaginó empleos puntuales con actuaciones en clubes nocturnos como humorista. Gracias a las recomendaciones del pianista Yōsuke Yamashita y del mangaka Fujio Akatsuka se hizo un nombre en la radio y televisión japonesas, en las que debutó en la década de 1970. Desde sus primeras apariciones se caracterizó por números cómicos basados en un estilo impredecible, la imitación fónica de lenguas extranjeras y los juegos de palabras. En ese sentido, el apodo «Tamori» es un anagrama de su apellido.
Durante casi 32 años presentó en Fuji TV el programa de entretenimiento Waratte Iitomo!, basado en números de improvisación. Se emitió en directo de lunes a viernes desde el 4 de octubre de 1982 hasta el 31 de marzo de 2014. En el último programa, Tamori fue incluido en el Libro Guinness de los récords como el presentador más veterano al frente de un espacio de variedades en directo, con un total de 8.054 episodios. A pesar de conducir un espacio diario en Fuji TV, Tamori no tenía contrato de exclusividad y por ello también ha hecho colaboraciones en todas las cadenas de ámbito nacional, incluyendo la presentación del festival Kōhaku Uta Gassen (NHK) en su edición de 1983. Actualmente dirige el espacio nocturno Tamori Club (1982) y Music Station (1986) en TV Asahi. Se estima que su salario anual supera el millón de dólares.
Tamori siempre lleva gafas de sol en sus actuaciones salvo si son dramas históricos (Jidaigeki), donde opta por llevar un parche.

## Trayectoria

### Radio
- Tamori no All Night Nippon (NRN, 1976-1983)
- Tamori no shūkan dynamic (NRN, 1990-2005)
- Buri Tamori daihyakkajiten (NRN, 2005-2006)

### Televisión
- Waratte iitomo! (Fuji TV, 1982-2014)
- Kon'ya wa saikō! (NTV, 1982-1989)
- Tamori no ongaku wa sekai da (TV Tokyo, 1990-1996)
- Vocabula tengoku (Fuji TV, 1992-2008)
- Jungle TV (TBS, 1994-2002)
- Trivia no izumi (Fuji TV, 2002-2012)
- Tamori no Japonica Logos (Fuji TV, 2005-2008)
- Bura Tamori (NHK G, 2008-2012)
- Tamori Club (TV Asahi, desde 1982)
- Music Station (TV Asahi, desde 1986)
- Yoru Tamori (Fuji TV, desde 2014)